# روبرت وارويك
روبرت وارويك (بالإنجليزية: Robert Warwick)‏ (و. 1878 – 1964 م) هو ممثل، وممثل مسرحي، وممثل تلفزيوني، من الولايات المتحدة الأمريكية، ولد في ساكرامنتو، كاليفورنيا، توفي عن عمر يناهز 86 عاماً.

## وصلات خارجية
- روبرت وارويك على موقع IMDb (الإنجليزية)
- روبرت وارويك على موقع ألو سيني (الفرنسية)
- روبرت وارويك على موقع تيرنر كلاسيك موفيز (الإنجليزية)
- روبرت وارويك على موقع أول موفي (الإنجليزية)
- روبرت وارويك على موقع قاعدة بيانات برودواي على الإنترنت (الإنجليزية)
- روبرت وارويك على موقع قاعدة بيانات الأفلام السويدية (السويدية)
- روبرت وارويك على موقع إن إن دي بي (الإنجليزية)
- روبرت وارويك على موقع قاعدة بيانات الفيلم (الإنجليزية)
- روبرت وارويك على موقع كينوبويسك (الروسية)
- روبرت وارويك على موقع كينوبويسك (الروسية)